# The Long and Winding Road
"The Long and Winding Road" là bản ballad do Paul McCartney sáng tác (đề tên Lennon-McCartney). Đây là ca khúc thứ 10 trong album Let It Be của The Beatles. Bài hát trở thành ca khúc thứ 20 và cũng là ca khúc cuối cùng của nhóm nhạc này leo lên vị trí số 1 trên bảng xếp hạng của Hoa Kỳ vào ngày 13 tháng 6 năm 1970, và là đĩa đơn cuối cùng do nhóm phát hành khi cả bốn thành viên đều còn sống. "The Long and Winding Road" cùng với "For You Blue" trở thành những bản hit khi đĩa đơn 2-mặt này leo lên vị trí quán quân trên bảng xếp hạng Billboard Hot 100 của Hoa Kỳ vào năm 1970.
Tuy bản phát hành sau cùng của ca khúc này rất thành công, nhưng những thay đổi khi thực hiện hậu kỳ của nhà sản xuất Phil Spector khiến McCartney tức giận tới mức khi đưa vấn đề giải tán ban nhạc the Beatles ra toà, McCartney đã nêu việc xử lý ca khúc "The Long and Winding Road" là một trong 6 nguyên nhân dẫn đến quyết định đó. Các bản phối mới của ca khúc với ít nhạc cụ hơn sau đó đã được phát hành dưới tên của The Beatles và McCartney.

## Cảm hứng

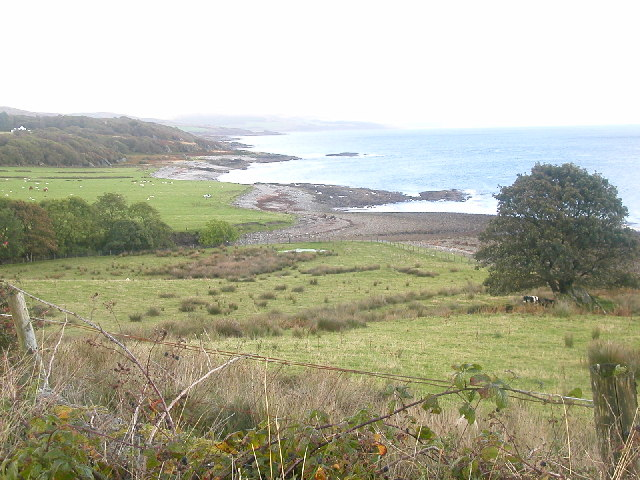
Hình ảnh bờ biển bán đảo Kintyre, nơi tọa lạc trang trại High Park của McCartney. Ông nói rằng mình lấy cảm hứng từ "vẻ đẹp yên bình của Scotland" trong lúc viết ca khúc.

Ban đầu McCartney viết ca khúc này tại trang trại của mình ở Scotland, lấy cảm hứng từ mối quan hệ ngày càng căng thẳng trong nội bộ nhóm The Beatles. McCartney sau này có nói rằng "Tôi chỉ đang ngồi bên cây đàn piano của mình ở Scotland, chơi vài nốt nhạc và thế là sáng tác ra bài hát đó, một việc tưởng chừng như chỉ có Ray Charles mới làm được. Tôi rất hay tìm thấy cảm hứng từ vẻ đẹp yên tĩnh của Scotland và một lần nữa ca khúc này đã chứng minh điều đó."
McCartney thực hiện một bản thu thử của ca khúc này vào tháng 9 năm 1968, với sự hỗ trợ từ kỹ thuật viên Alan Brown của nhóm the Beatles, giữa các buổi thu âm Album trắng.
Ca khúc sáng tác dưới dạng một bản ballad dựa trên piano; các hợp âm thay đổi theo cách truyền thống. Gam chủ của bài hát là Mi giáng trưởng nhưng ngoài ra cũng có sử dụng gam Đô thứ. Về lời ca, đây là một ca khúc buồn và u sầu, gợi lên một tình yêu không được đáp lại, dù cho điều đó là không thể tránh khỏi.
Con đường "dài quanh co" (long and winding road) nhắc đến trong ca khúc được cho là lấy cảm hứng từ đường B842, một con đường nhiều khúc quanh dài ba mươi mốt dặm (50 km) ở Scotland, chạy dọc theo bờ biển về đông Kintyre hướng về phía Campbeltown, cách Lochgilphead tám mươi hai dặm (133 km). Trong một buổi phỏng vấn năm 1994, McCartney từng nói "Đây là một bài hát khá buồn. Tôi thích viết những ca khúc buồn, bởi bằng cách đó bạn có thể nhận ra những rung động thầm kín của bản thân và đưa chúng vào bài hát. Nó là một phương tiện tốt đấy, nó giúp bạn khỏi mất thời gian đến gặp bác sĩ tâm lý."
Phần mở đầu được lặp đi lặp lại, không có đoạn điệp khúc theo kiểu truyền thống, giai điệu và lời ca mơ hồ rất khó xác định vị trí đoạn mở đầu của ca khúc; nếu nghe một đoạn bất kỳ của bài hát, rất khó đoán đó là đoạn bắt đầu, một phân đoạn bình thường hay đoạn cầu nối.
Cuối bản phát hành chính thức của ca khúc có đoạn McCartney hát "yeah, yeah, yeah, yeah," gợi lại một câu hát từng xuất hiện trong nhiều ca khúc gắn liền với tên tuổi của nhóm như "She Loves You" và nhiều bài hát khác.

## Thu âm
The Beatles thu âm ca khúc "The Long and Winding Road" vào hai ngày 26 và 31 tháng 1 năm 1969, một ngày sau buổi biểu diễn huyền thoại cuối cùng của nhóm trên nóc trụ sở hãng thu âm Apple của họ. McCartney chơi piano, John Lennon chơi bass guitar, George Harrison chơi guitar, Ringo Starr chơi trống, và Billy Preston chơi piano điện. Buổi thu âm này nằm trong một chuỗi các buổi thu âm cho một dự án album sau này được biết đến với tên gọi Get Back. Lennon, người vốn chỉ thỉnh thoảng mới chơi bass, mắc một vài lỗi trong khi thu. Một số nhà báo, chẳng hạn như Ian MacDonald, cho rằng màn trình diễn bass rời rạc của một Lennon đang chán nản là có chủ ý.
Tháng 5 năm 1969, Glyn Johns, người được mời đến hòa âm cho album Get Back của the Beatles, chọn bản thu thực hiện ngày 26 tháng 1 là bản thu tốt nhất của ca khúc. The Beatles ngoài ra còn thu một bản master khác - một phần của chương trình 'Apple studio performance' - vào ngày 31 tháng 1. Bản thu này có cấu trúc lời ca và âm nhạc khác bản trên, nhưng sau đó không được chọn để phát hành. Các bản thu không chính thức của ngày hôm đó và cả bộ phim về the Beatles sau này cho thấy ban nhạc đã thử vài phương án khác nhau để tìm cách thu một bản master. Cả phiên bản năm 1969 và 1970 của album Get Back lẫn album Anthology 3 năm 1996 sau này, Glyn Johns đều chọn bản phối ngày 26 tháng 1. Khi dự án được chuyển sang cho Phil Spector thực hiện ông cũng chọn bản thu ngày 26 tháng 1. Vào mùa xuân năm 1970, Lennon và người quản lý của the Beatles, Allen Klein, chuyển toàn bộ các bản thu cho Phil Spector với hy vọng thực hiện vớt vát được một album, sau này đặt tên là Let It Be.
Spector có chỉnh sửa nhiều ca khúc trong album, nhưng lần thay đổi nghiêm trọng nhất của ông là vào ngày 1 tháng 4 năm 1970, buổi thu âm cuối cùng của the Beatles, khi ông để mắt tới bài "The Long and Winding Road". Tại phòng thu Abbey Road Studios, ông thu thêm phần đệm của dàn nhạc và của dàn đồng ca cho ca khúc này. Thành viên duy nhất của the Beatles có mặt lúc ấy là Starr, nhưng ông bận thu âm phần trống cho các ca khúc "Across the Universe" và "I Me Mine". Sau đó Spector có gọi ông vào nhưng khi ấy đã thu âm xong cho "The Long and Winding Road" rồi. Spector hôm ấy có cũng có tâm trạng đặc biệt, theo lời kỹ thuật viên âm thanh Peter Brown kể lại: "Anh ta muốn áp tiếng vang lên mọi thứ, cứ nửa giờ anh ta lại phải uống thuốc và bắt vệ sĩ phải luôn ở bên cạnh mình. Anh ta luôn ở trong trạng thái sẵn sàng cáu giận và nói rằng 'Tôi muốn nghe thấy cái này, tôi muốn nghe thấy cái kia. Tôi phải có cái này, tôi phải có cái nọ.'" Brown và cả dàn nhạc khó chịu vì thái độ của Spector tới mức cả dàn nhạc không chịu chơi tiếp, và có một lúc, Brown bỏ về nhà, buộc Spector phải gọi điện thoại và thuyết phục ông quay lại sau khi Starr bảo Spector phải bình tĩnh.
Cuối cùng, Spector cũng hoàn thành việc phối lại ca khúc "The Long and Winding Road", sử dụng 18 chiếc violin, bốn chiếc viola, bốn cellos, ba kèn trumpet, ba kèn trombone, hai guitars, và một dàn hợp xướng gồm 14 nữ ca sĩ. Dàn nhạc do Richard Hewson soạn và chỉ huy, ông này sau đó đã cộng tác với McCartney trong album Thrillington của anh. Giải pháp phối lại với một dàn nhạc lớn như vậy trái ngược hẳn với ý định trước đó của The Beatles là muốn có được một bản thu âm nghe "thật tai" khi bắt đầu sản xuất Get Back.

## Tranh cãi xung quanh bản phối của Spector
Khi McCartney lần đầu nghe phiên bản của Spector, anh cảm thấy như bị xúc phạm. Chỉ 9 ngày sau khi Spector phối lại "The Long and Winding Road", McCartney chính thức tuyên bố giải tán ban nhạc. Ngày 14 tháng 4, anh viết một lá thư với ngôn từ mạnh mẽ gửi tới điều phối kinh doanh của hãng Apple Records là Allen Klein, yêu cầu không sử dụng đàn hạc và phải giảm bớt phần nhạc đệm trong bản thu. McCartney kết thúc lá thư bằng câu nói: "Đừng bao giờ làm như vậy nữa." Tuy nhiên những yêu cầu này không được chấp nhận, và phiên bản của Spector vẫn được đưa vào album.
Trong một bài phỏng vấn dài hai kỳ in trên báo Evening Standard ngày 22 và 23 tháng 4 năm 1970, McCartney nói: "Album đã làm xong được một năm, nhưng mấy tháng trước nhà sản xuất đĩa người Mỹ Phil Spector được Lennon gọi tới để xử lý lại một số ca khúc. Tuy nhiên, mấy tuần trước, người ta gửi cho tôi một bản phối lại của ca khúc 'The Long and Winding Road' của tôi trong đó có sử dụng đàn hạc, kèn cor, một dàn nhạc và một dàn hợp xướng nữ. Không ai hỏi ý kiến tôi xem tôi nghĩ gì. Tôi không thể tin nổi." Nhà sản xuất lâu năm của The Beatles, George Martin, đồng tình với quan điểm này và cho rằng bản phối đó "thật không giống phong cách" của The Beatles. "Đó là một sự xúc phạm tới Paul," kỹ thuật viên âm thanh Geoff Emerick nhớ lại. "Đó là bản thu âm của anh ấy. Và ai đó đã lôi nó ra rồi phối lại đủ thứ mà không có sự cho phép của anh ấy." McCartney đề nghị Klein hãy giải tán The Beatles, nhưng bị từ chối. Tức giận, anh đưa vụ việc ra toà, kiện Klein và các thành viên khác của The Beatles. Một trong số 6 lý do McCartney đưa ra để giải tán The Beatles là rằng công ty của Klein, ABKCO, đã "can thiệp một cách không thể tha thứ" khi phối lại ca khúc "The Long and Winding Road" mà không hỏi ý kiến McCartney.
Spector cho rằng ông bị buộc phải phối lại "The Long and Winding Road" bởi Lennon chơi bass quá tệ. Mặc dù việc Lennon chơi bass kém đã được nhiều tài liệu nhắc tới (trong cuốn sách Revolution in the Head, một tác phẩm phân tích chi tiết từng bản thu âm một của The Beatles, Ian MacDonald miêu tả nó là "tồi tệ" với hàm ý đã làm hỏng bản thu), bản chất của việc Spector phối lại ca khúc một cách toàn diện vẫn đặt ra một dấu hỏi. McCartney cho rằng Spector có thể chỉ cần đơn giản loại bỏ các lỗi liên quan rồi thu âm lại, kỹ thuật này ông đã sử dụng ở một vài chỗ khác trong album này. Cụ thể hơn, vấn đề có thể giải quyết một cách đơn giản bằng cách yêu cầu McCartney thu âm lại phần bass cho phù hợp hơn để thay thế cho bản của Lennon, hoặc sử dụng một phiên bản trước đó đã bị Glyn Johns từ chối.
Tuy nhiên tranh cãi xung quanh ca khúc này không ngăn được đĩa đơn đứng đầu các bảng xếp hạng này ra mắt vào ngày 11 tháng 5 năm 1970, cùng với "For You Blue" trên mặt B. 1,2 triệu bản đã được bán hết trong 2 ngày đầu tiên, và ca khúc xuất hiện trên các bảng xếp hạng trong mười tuần bắt đầu từ 23 tháng 5. Vào ngày 13 tháng 6, đây trở thành đĩa đơn thứ 20 và cũng là đĩa đơn cuối cùng của The Beatles đứng đầu bảng xếp hạng tại Mỹ, theo tạp chí Billboard. "The Long and Winding Road" đã chấm dứt 6 năm thống trị của ban nhạc này tại Mỹ, bắt đầu với "I Want to Hold Your Hand" năm 1964. The Beatles đã có 20 đĩa đơn đứng đầu bảng xếp hạng chỉ trong 74 tháng, với tỉ lệ trung bình cứ 3,7 tháng họ lại có một đĩa đơn quán quân.

## Các bản thu của The Beatles và phát hành

### Anthology 3
Bản phối gốc của Glyn Johns ngày 26 tháng 1 không có phần đệm của dàn nhạc và đoạn ghi đè của Spector được phát hành trong album Anthology 3 năm 1996. Phiên bản này còn chứa một đoạn chuyển do McCartney đọc chứ không phải hát.

### Let It Be... Naked
Năm 2003, các thành viên còn lại của The Beatles và Yoko Ono phát hành Let It Be... Naked, được quảng cáo là album Let It Be của nhóm do các nhà sản xuất độc lập khác nhau phối lại. McCartney nói rằng sự bất mãn lâu dài với phiên bản được phát hành trước kia của "The Long and Winding Road" (và cả album Let It Be) là một trong những động lực thúc đẩy anh làm phiên bản này. Album mới có chứa bản thu sau của "The Long and Winding Road" (thu ngày 31 tháng 1). Không có nhạc cụ dây hay phần đệm nào khác ngoài những nhạc cụ được chơi trong phòng thu hôm đó, phiên bản này gần với ý định ban đầu của The Beatles hơn phiên bản năm 1970. Phiên bản này cũng chính là phiên bản xuất hiện trong bộ phim Let It Be.
Ringo Starr bị ấn tượng với phiên bản Naked của ca khúc này: "Những chiếc đàn dây của Phil không có gì sai, đây chỉ là một thái độ khác khi nghe thôi. Nhưng cũng đã 30 năm lẻ kể từ khi tôi được nghe ca khúc mà không có những thứ đó và tôi đã thực sự bị ấn tượng." Chính Spector cũng cho rằng McCartney đã giả tạo khi chỉ trích ông: "Paul không gặp trở ngại nào để giành giải Oscar cho nhạc phim Let It Be, hay bất cứ vấn đề gì khi sử dụng bản phối có đàn dây, kèn cor và dàn hợp xướng của tôi trong khi anh ấy đã biểu diễn suốt 25 năm sự nghiệp. Nếu Paul muốn lao vào một cuộc tranh cãi khốn nạn nào về chuyện đó, anh ta làm tôi lầm tưởng anh ta với một kẻ rác rưởi nào khác."

## Thành viên tham gia
- Paul McCartney – hát chính, piano.
- John Lennon – bass.
- George Harrison – guitar điện.
- Ringo Starr – trống.
- Billy Preston – piano điện.

Không được ghi danh – phần phối với dàn nhạc và hợp xướng của Phil Spector.

## Các buổi biểu diễn và bản thu âm của McCartney
Sau khi phát hành lần đầu, "The Long and Winding Road" trở thành tác phẩm chính trong danh sách biểu diễn hoà nhạc của McCartney thời hậu the Beatles. Trong tour diễn Wings Over the World Tour năm 1976, ca khúc là một trong những ca khúc hiếm hoi của the Beatles được biểu diễn và được biểu diễn trên piano với phần đệm rải rác của kèn cor. Trong tour diễn solo năm 1989 của McCartney và kể từ đó, ca khúc thường được biểu diễn trên piano với phần dàn dựng sử dụng đàn dây bắt chước theo kiểu của synthesiser, nhưng tiếng đàn dây này nghe chừng mực hơn bản thu của Spector. Bản thu live của buổi hoà nhạc ở Rio de Janeiro tháng 4 năm 1990 được đưa vào album Tripping the Live Fantastic. McCartney cũng hát ca khúc này để kết thúc Buổi hoà nhạc trực tiếp số 8 ở Luân Đôn.
McCartney và nhà sản xuất George Martin đã thu âm lại "The Long and Winding Road" với phần nhạc đệm có sử dụng một kèn saxophone chính cho nhạc phim của bộ phim năm 1984 của McCartney, Give My Regards to Broad Street
Một bản thu phòng thu mới thứ hai của ca khúc cũng được McCartney thực hiện giữa những buổi thu âm cho album Flowers in the Dirt năm 1989 và được phát hành cùng năm đó trên mặt B của đĩa đơn "This One".

## Xếp hạng và chứng nhận doanh số
| Bảng xếp hạng (1970)                    | Thứ hạng cao nhất |
| --------------------------------------- | ----------------- |
| Úc (Kent Music Report)                  | 7                 |
| Bỉ (Ultratop 50 Flanders)               | 8                 |
| Canada Top Singles (RPM)                | 1                 |
| Hà Lan (Single Top 100)                 | 11                |
| Thụy Sĩ (Schweizer Hitparade)           | 8                 |
| Hoa Kỳ Billboard Hot 100                | 1                 |
| Hoa Kỳ Cash Box Top 100                 | 1                 |
| West German Media Control Singles Chart | 26                |

| Quốc gia                                                                           | Chứng nhận | Số đơn vị/doanh số chứng nhận |
| ---------------------------------------------------------------------------------- | ---------- | ----------------------------- |
| Hoa Kỳ (RIAA)                                                                      | Bạch kim   | 1.000.000^                    |
| * Chứng nhận dựa theo doanh số tiêu thụ. ^ Chứng nhận dựa theo doanh số nhập hàng. |            |                               |